# Cheilotrichia (Empeda) fuscoapicalis
Cheilotrichia (Empeda) fuscoapicalis is een tweevleugelige uit de familie steltmuggen (Limoniidae). De soort komt voor in het Oriëntaals gebied.